# Kawasaki Heavy Industries
Kawasaki Heavy Industries, Ltd. (川崎重工業株式会社, Kawasaki Jūkōgyō Kabushiki-gaisha) o simplement, Kawasaki (TYO 7012), és una corporació internacional establerta al Japó, amb seu a Chuo-ku (Kobe) i a Minato (Tòquio). El nom de la companyia ve del seu fundador, Shōzō Kawasaki, i no té cap relació amb la ciutat de Kawasaki (Kanagawa).
Tot i que l'empresa començà com a constructora naval, les seves línies de producte de consum més visibles són les motocicletes i els vehicles tot terreny, malgrat que la companyia i les seves subsidiàries manufacturen també motocicletes aquàtiques, embarcacions, plantes industrials, tractors, trens, petits motors i equipament aeroespacial (aviació militar inclosa). Ha treballat també en aeronàutica (inclosos avions Jumbo), subcontractada per Boeing, Embraer i Bombardier.

## Història

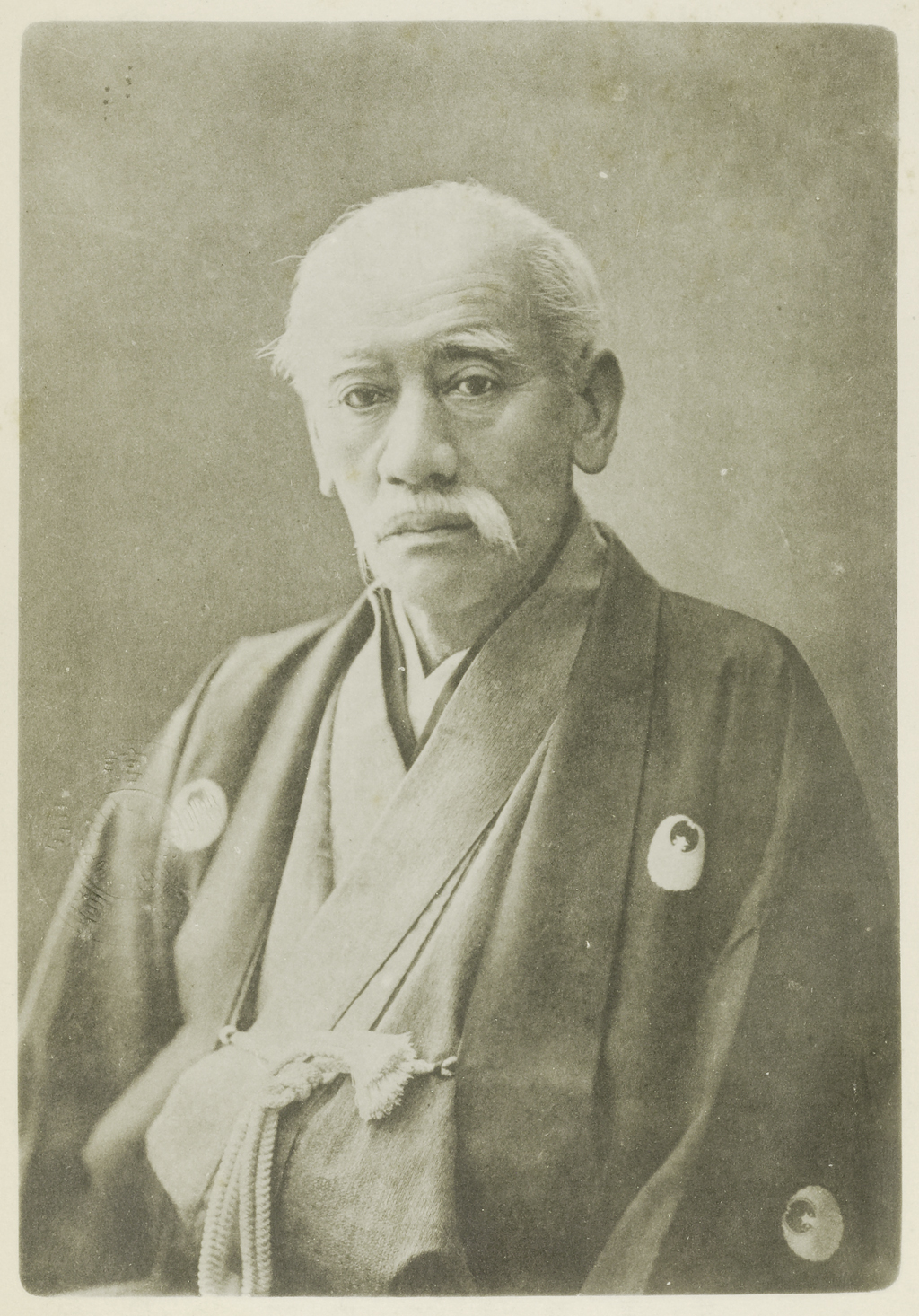
Shōzō Kawasaki pels volts de 1912

Shōzō Kawasaki (en japonès, on va primer el cognom, és "Kawasaki Shōzō"), nascut el 1836, va participar en la indústria marítima des de ben jove. Va estar involucrat en dos desastres en alta mar, però va atribuir la seva supervivència a la modernització dels vaixells. Això el va menar a la decisió de crear innovacions tecnològiques per a la indústria naviliera japonesa. El 1878, després d'anys d'afanys en cerca de negoci, va rebre la seva primera comanda. Aquesta és la data, doncs, que es considera com a la d'inici de les activitats de l'empresa.
El 1886, Kawasaki va traslladar el negoci de Tòquio a Hyōgo, cosa que va possibilitar l'augment de les comandes realitzades a la seva empresa i va propiciar el canvi de nom a Kawasaki Dockyard. Quan la demanda de vaixells va augmentar durant la Guerra Sinojaponesa de 1894, la nova i millorada empresa es va fer pública com a Kawasaki Dockyard Co., Ltd. Kojiro Matsukata en fou nomenat primer president.
Després d'obrir una nova fàbrica el 1906, Kawasaki va començar a diversificar els seus productes. Cap al final de la Primera Guerra Mundial, l'empresa podia produir peces per a la indústria del ferrocarril, l'automoció i l'aviació. Acabada la guerra, a causa de l'acord de limitació d'armament amb els aliats el 1912, Kawasaki va afrontar un descens dramàtic en la construcció naval. El 1929, la Gran Depressió va causar nombrosos problemes financers a l'empresa.
A finals de 1947, el govern japonès va introduir una nova agenda de construcció naval i va donar a Kawasaki un augment dels beneficis, tot ajudant-la a restaurar l'empresa. Kawasaki va poder reprendre totes les operacions i, a la dècada del 1950, Japó era el primer constructor naval del món.
Al tombant de la dècada del 1960, Kawasaki havia començat a retirar-se de la indústria de la construcció naval i va diversificar la seva empresa tot produint motocicletes, motos aquàtiques, ponts, tuneladores i avions. També subministrava vagons de ferrocarril tecnològicament avançats al metro de Nova York.
El 1995, Kawasaki Heavy Industries va arribar a un acord amb la Xina per a produir els portacontenidors més grans del món. Això va fer que la companyia anunciés beneficis superiors als esperats el 1996. Tot i així, poc després d'aquests beneficis, la companyia va patir un llarg declivi del negoci que la va obligar a cercar una solució, mentre entrava en una fase de pèrdues contínues al segle XXI. Kawasaki va formar una empresa conjunta amb Ishikawajima-Harima Heavy Industries Co. però a finals del 2001 l'acord es va donar per acabat. Durant els anys següents, Kawasaki Heavy Industries Co. ha viscut una fluctuació de beneficis i pèrdues.

## Producció

### Indústria aeroespacial

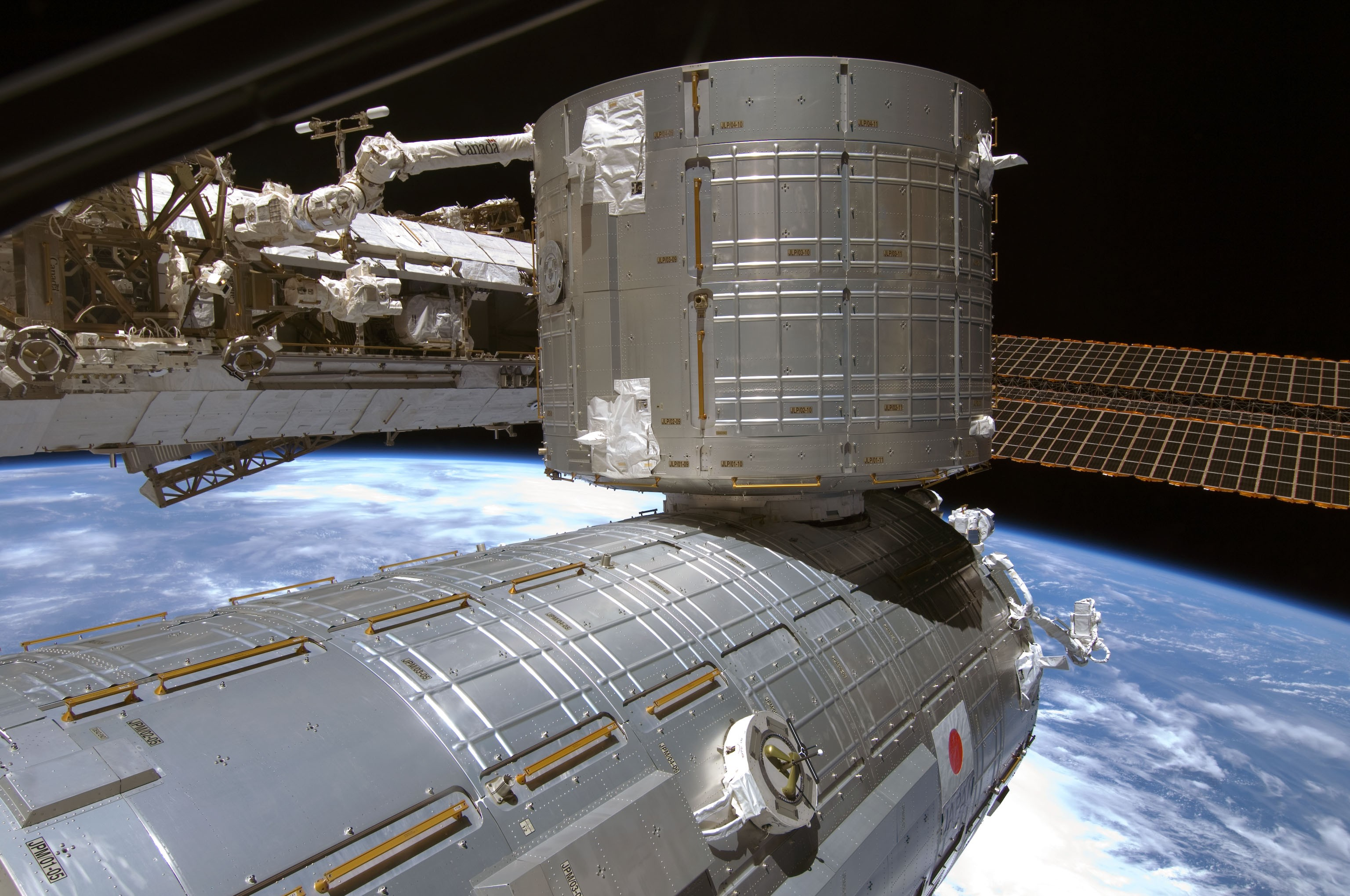
Mòdul Experimental Japonès "Kibo"

Kawasaki té activitat en una àmplia gamma de la indústria aeroespacial, des de la seva divisió Kawasaki Heavy Industries Aerospace Company. La companyia és un contractista per al Ministeri de Defensa del Japó i ha construït avions com ara el T-4 (jet d'entrenament intermedi) i el P-3 Orion (avió de patrulla per a guerra anti-submarina). Actualment està desenvolupant dos avions grans, d'última generació, el XP-1 (avió de patrulla marítima) i el CX (avió de transport).
Kawasaki també construeix helicòpters, incloent-hi el BK117, desenvolupat i fabricat conjuntament amb Eurocopter, i el CH-47J / JA.
Pel que fa al negoci de l'aviació comercial, l'empresa està involucrada en el desenvolupament conjunt internacional i la producció de grans avions de passatgers, com ara el Boeing 767, Boeing 777 i Boeing 787 amb The Boeing Company, i els E-Jets 170, 175, 190 i 195 amb Empresa Brasileira de Aeronáutica. Participa també en el desenvolupament conjunt internacional i la producció de turboventiladors per a avions de passatgers com ara l'V2500, el RB211/Trent, el PW4000 i el CF34.
La companyia treballa també per a l'Agència Espacial Japonesa, essent responsable del desenvolupament i la producció dels carenats de càrrega útil, els accessoris de subjecció de càrrega útil (FAP, "Payload Attach Fittings") i la construcció del complex de llançament del coet espacial H-II. A banda, continua oferint serveis per al coet H-IIA.
Kawasaki ha participat també en projectes com ara el desenvolupament de sistemes de llançament reutilitzables per a naus espacials (per al transport espacial del futur), projectes de robòtica espacial com ara el Japanese Experiment Module per a la International Space Station, el HOPE-X (avió orbital experimental) i mecanismes d'acoblament per a l'ETS-VII.
Principals productes
- Avions
- Sistemes espacials
- Helicòpters
- Simuladors de vol
- Motors a reacció
- Míssils
- Equips electrònics

### Indústria ferroviària

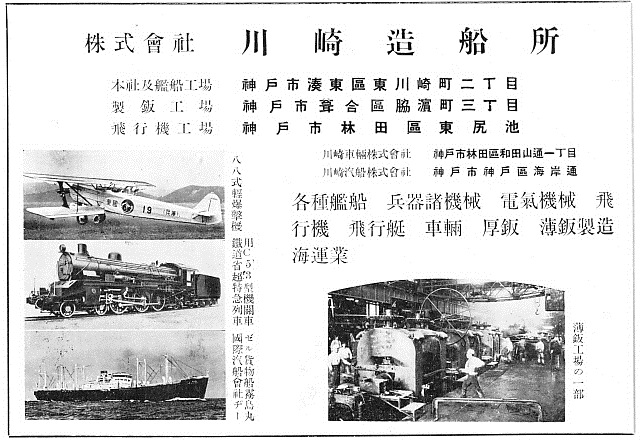
Anunci de la Kawasaki Dockyard Co. de la dècada del 1930

Per mitjà de la seva divisió Kawasaki Heavy Industries Rolling Stock Company, Kawasaki és el major fabricant japonès de ferrocarrils, havent començat les seves operacions en aquest camp el 1906. Fabrica trens expressos i de rodalia, vagons de metro, trens de mercaderies, locomotores, monorails i nous sistemes de trànsit. L'empresa també està involucrada en el desenvolupament i disseny dels trens d'alta velocitat, com ara el Shinkansen.
Principals Productes
- Cotxes elèctrics (incloent-hi trens Shinkansen)
- Monorails
- Vagons de passatgers i de càrrega
- Locomotores Dièsel
- Locomotores elèctriques
- Sistemes de plataformes de portes de pantalla
- Vagons de passatgers i de càrrega per a transport públic

### Construcció naval

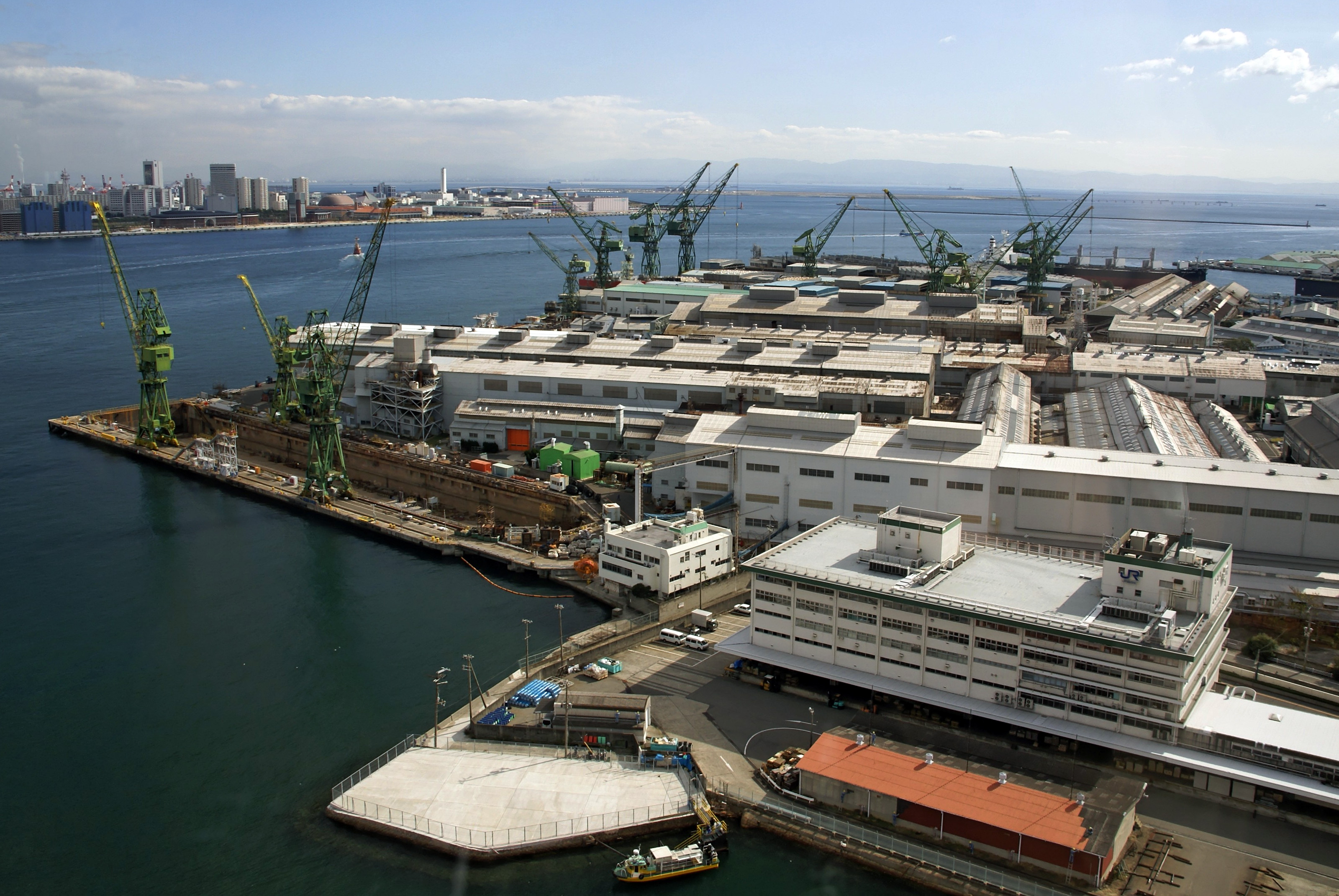
Fàbrica de Kawasaki Shipbuilding Corporation

Kawasaki Shipbuilding Corporation és una subsidiària de Kawasaki Heavy Industries. La seva gamma de productes inclou transports d'alt rendiment de LNG i LPG, portacontenidors, vaixells de càrrega i petroliers, així com submarins. La companyia també participa en el desenvolupament d'estructures de litoral i vaixells de recerca. També produeix maquinària i equipament marítim, inclosos motors principals, sistemes de propulsió, dispositius de comandament i maquinària de coberta i de pesca.
Principals productes
- Vaixells de transport de LNG
- Vaixells de transport de LPG
- Vaixells de contenidors
- Vaixells d'alta velocitat
- Submarins
- Petroliers VLCC (Very Large Crude Carriers)
- Vaixells de càrrega
- Plataformes i estructures marítimes
- Maquinària de propulsió marina i equipament d'hèlix azimutal

### Instal·lacions i centrals d'energia
En aquest camp, el punt fort de Kawasaki són les turbines de gas d'alt rendiment. La companyia també participa en el desenvolupament de noves fonts d'energia com a alternativa als combustibles fòssils, com ara generació d'energia eòlica, generació d'energia de biomassa, sistemes fotovoltaics i bateries recarregables.
Principals productes
- Generadors elèctrics per turbina de gas de mida petita i mitjana
- Sistemes de cogeneració de Turbina de gas
- Motors de gas
- Generadors elèctrics per turbina de vent
- Sistemes de manipulació de cendres
- Centrals de cicle combinat
- Equipament per a centrals nuclears
- Calderes

### Equipament industrial

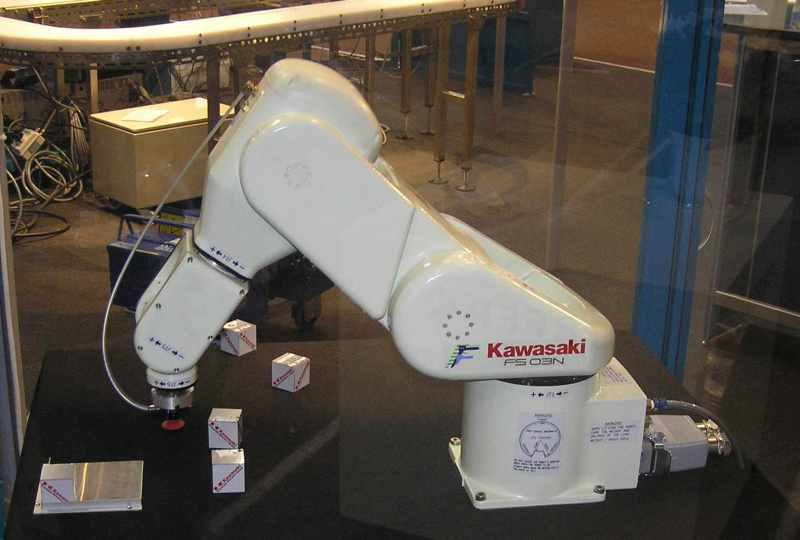
Robot industrial Kawasaki FS-03N

Kawasaki desenvolupa i fabrica una àmplia gamma de plantes industrials i equips, incloses grans plantes de ciment, químiques i de metalls no ferrosos, promotores i maquinària de precisió compacte. També ofereix serveis d'enginyeria de plantes industrials, des del disseny fins a la comercialització. L'empresa també desenvolupa sistemes d'automatització (robots industrials per a processos com ara el muntatge, manipulació, soldadura, pintura i segellat), així com sistemes d'automatització per a la distribució i la logística (com ara automatització de producció i sistemes de manipulació de la càrrega per a fàbriques i aeroports).
Principals productes
- Plantes industrials
- Robots industrials
- Maquinària aerodinàmica
- Equipament hidràulic

### Medi ambient i reciclatge
Kawasaki està involucrada en el desenvolupament d'equips que eviten la contaminació en una àmplia gamma d'indústries. Entre els principals productes hi ha la dessulfuració de gasos de combustible i sistemes de desnitrificació, així com de manipulació de cendres.
La companyia també subministra plantes d'incineració d'escombraries municipals, sistemes de fusió i gasificació, tractament d'aigües residuals i incineració de llot. Kawasaki ha desenvolupat també sistemes que permeten recuperar, reciclar i tornar a posar en circulació una àmplia gamma de residus municipals i industrials. Aquests sistemes inclouen instal·lacions de producció de combustible de paper i plàstic reciclat, que converteixen papers i plàstics de rebuig en combustible sòlid fàcil de manipular; equips que converteixen pneumàtics vells en paviment per a autopista i rajoles; maquinària per a classificar ampolles de vidre per mida i color.
Principals productes
- Plantes d'incineració per a deixalles urbanes
- Sistemes de tractament d'aigües
- Equipament per a reciclatge de residus industrials
- Equips per a dessulfuració de gasos de combustió

### Infraestructures
Kawasaki porta més d'un segle construint estructures d'acer, havent estat la construcció de ponts un dels seus primers negocis. La companyia ofereix solucions d'emmagatzematge de LNG així com sostres, trespols i altres estructures gegants retràctils (n'és un exemple la superfície retràctil del Sapporo Dome). Pel que fa a la construcció, Kawasaki ofereix una àmplia gamma de productes, com ara carregadors frontals, tuneladores, corrons, llevaneus i el carregadors a mida. Les màquines tuneladores emprades per a excavar el Túnel del Canal de la Mànega i l'escut de 14,14 metres de diàmetre emprat en la construcció de la Tokyo Bay Aqua-Line en són dos exemples ben coneguts.
Principals productes
- Pales carregadores
- Maquinària per a la construcció
- Escuts tuneladors
- Tuneladores
- Ponts d'acer
- Dipòsits de gas natural liquat (LNG) i gas de petroli liquat (LPG)
- Productes per a ports i aeroports
- Màquines llevaneu

### Transport
Des de la seva divisió Kawasaki Heavy Industries Consumer Products and Machinery Company, l'empresa produeix motocicletes, jet skis, quadricicles i cotxes. Les motocicletes Kawasaki inclouen la Ninja com a model estel·lar, motocicletes esportives i de creuer, motocicletes dual-purpose i de motocròs, així com motors a benzina per a utilitaris, quadricicles i vehicles d'ús general. La denominació "Jet Ski", original de Kawasaki, s'ha generalitzat per a tota mena de motos aquàtiques.

## Motocicletes
Malgrat que representa només el 20% dels ingressos de l'empresa, la branca del negoci de motocicletes és possiblement la més coneguda de Kawasaki. Va començar després de la Segona Guerra Mundial, arran de l'abandonament de la producció d'avions militars en acabar el conflicte.

### Turisme
La producció de motocicletes va començar el 1952 amb la creació d'un model amb motor de quatre temps de 60 cc, seguit de la comercialització d'altres de dos temps de petites cilindrades, còpies de motocicletes alemanyes.
El 1962, Kawasaki va comprar la firma Meihatsu i el 1964, Meguro. Tot seguit, va començar a comercialitzar el nou model 650 W1 de 4 temps, còpia de la BSA A7. A continuació va llançar la 250 A1 Samurai i la 350 A7 Avenger (bicilíndrica de 2 temps), amb distribuïdors rotatius. L'Avenger inaugurà la Copa Kawasaki a França.

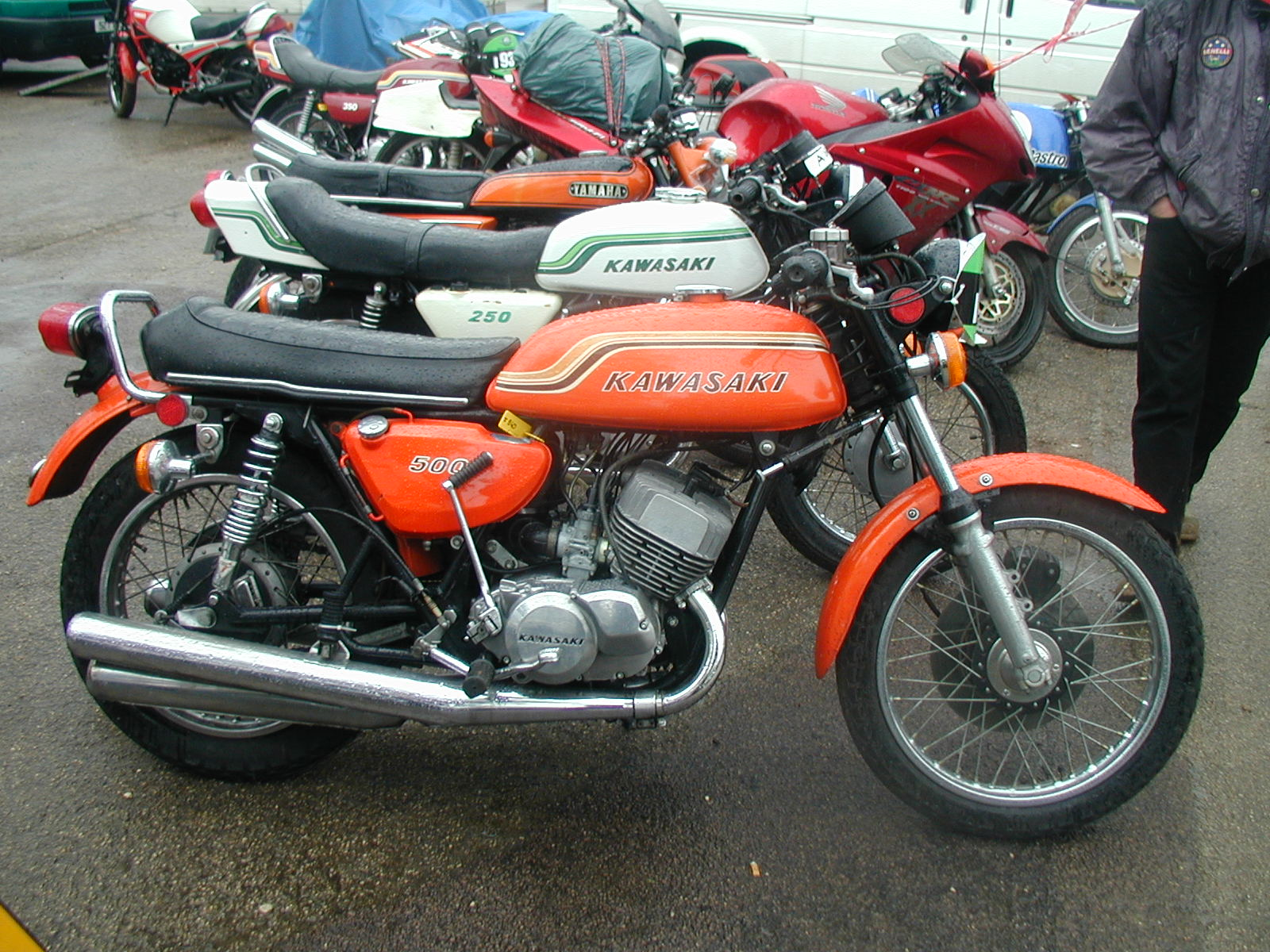
La Kawasaki 500 Mach III de 1972

Després d'aquests models "normals", l'empresa en va llançar un el 1968 que trencava amb la tradició, la 500 H1 Mach III, amb motor tricilíndric de dos temps. Varen seguir una sèrie de màquines dissenyades amb la mateixa arquitectura: el 1971, la 250 S1, la 350 S2, una moto que obtingué un gran ressò a França amb la Copa Kawasaki (d'on sorgiren pilots de la talla de Patrick Pons), la 750 H2 Mach IV (de 1972 a 1975) i després la 400 S3, una versió més civilitzada que la S2 (a la qual succeí a la Copa Kawasaki). Aquestes motos no varen superar les futures normes anti-pol·lució.
El 1973, Kawasaki va llançar la 900 Z1, una màquina equipada amb motor de quatre cilindres 4 temps amb doble arbre de lleves al cap, destinat a competir amb l'Honda 750 (tots els models de la marca que comencen per "Z" són de 4 temps). Aquesta moto va tenir el seu primer èxit en competició a França al Moto Tour -una prova que havia renascut aquell any- amb el pilot Alain Renouf i va quedar segona al Bol d'Or de 1973 amb René Guili i el mateix Alain Renouf. El motor va anar pujant de cilindrada, primer amb una versió de 1.000 cc el 1977 (la Z 1000), després de 1.100 i fins i tot superiors, i també n'aparegueren versions inferiors de 400 cc. La Z 650 tingué una molt bona acceptació a partir del 1977 i es diversificà en dues noves versions, la Z 500 i la Z 400, a la vegada derivades en les versions GPz 550 i GPz 400 (models amb mono-amortidor de flexibilitat variable), i en la GPz 750, que donà lloc a l'únic model amb turbocompressor de la marca, la GPZ 750 turbo.
La firma produí la Z 750 GT i la 1000 ST, amb transmissió per arbre de cardan. La transició als quatre temps també va provocar alguns errors, com ho demostra la bicilíndrica Z 400 cc o la Z 250. Kawasaki va produir, des del 1978 fins al 1988, un model de prestigi que no tingué continuïtat, la Z 1300, amb motor de sis cilindres refrigerat per líquid i transmissió de cardan. El 1984, la GPZ 900 Ninja va prefigurar les potents motocicletes de l'era moderna.
Kawasaki segueix sent un important fabricant de motocicletes, amb una gamma que inclou híper-esportives i màquines de gran turisme.

### Competició
A finals de la dècada del 1960, Kawasaki va tenir èxit als Grans Premis, amb Dave Simmonds aconseguint-hi el campionat del món de 125cc el 1969. Va ser, però, als anys 70 quan la marca s'imposà realment amb pilots com ara Christian Ravel amb la H1R 500 als Grans Premis i Godier Genoud en curses de resistència.

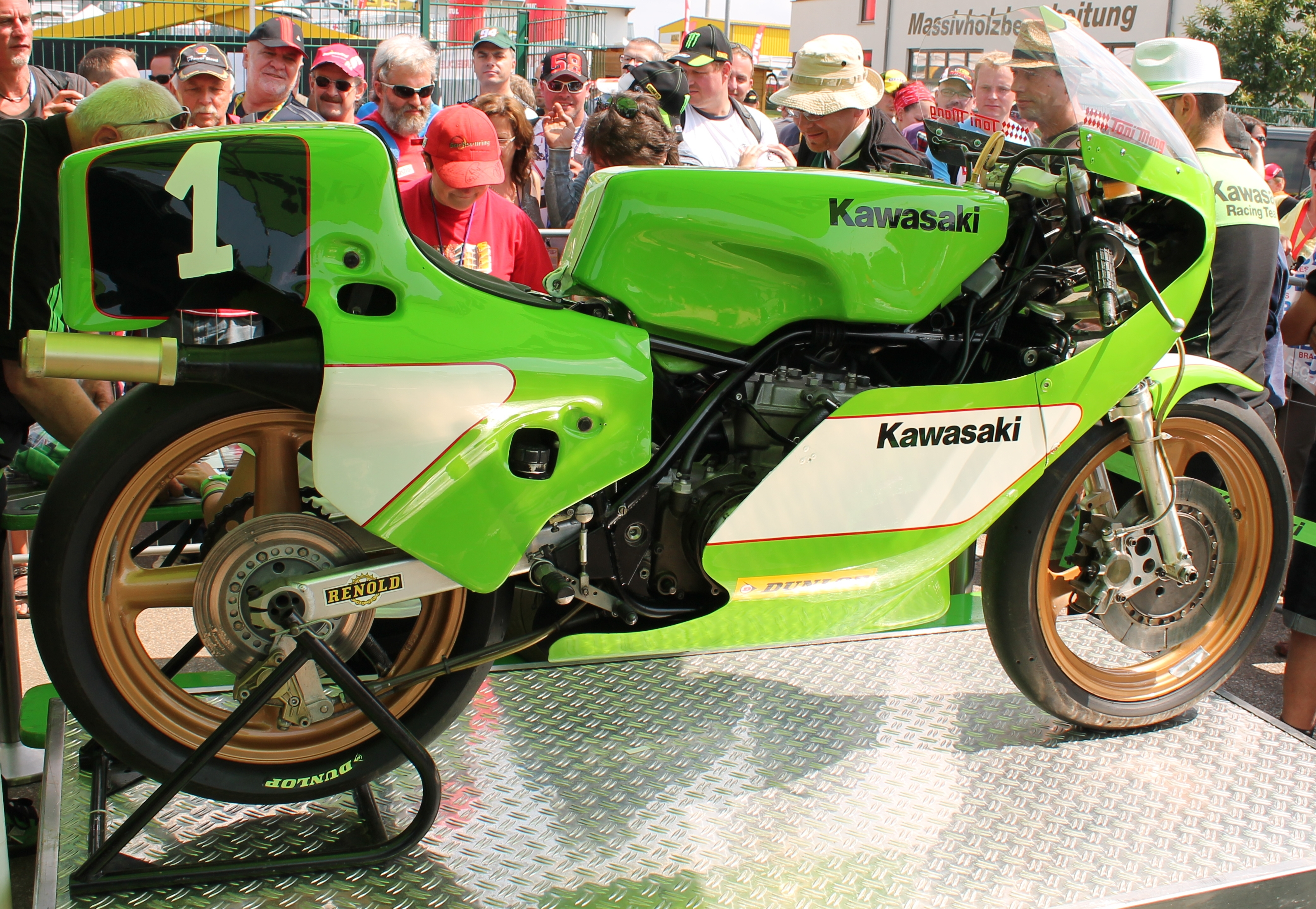
La KR350 que pilotà Anton Mang

Gràcies als seus pilots oficials Kork Ballington i Anton Mang, Kawasaki va ser campiona del món de 250cc del 1978 al 1981 i de 350cc els anys 1978, 1979, 1981 i 1982. Fou també victoriosa al campionat del món de resistència del 1991 al 1997 (només perdé el de 1995) i al Bol d'or del 2012 al 2015.
El nord-americà Scott Russell fou campió del món de Superbike amb una Kawasaki el 1993, un títol que la marca va revalidar amb Tom Sykes el 2013 i amb Jonathan Rea del 2015 al 2020. Kawasaki va guanyar també el títol del mundial de Supersport l'any 2001.
Pel que fa al fora d'asfalt, Kawasaki hi ha mantingut una reeixida activitat ja des de finals la dècada del 1960, especialment en motocròs. El 1971, la firma va fitxar Olle Pettersson com a pilot de proves i desenvolupador del seu nou model de 250cc, al qual en va seguir un de 500cc el 1974 que fou pilotat pel també suec Christer Hammargren. Thorleif Hansen i Brad Lackey van aconseguir nombrosos èxits internacionals amb les verdes Kawasaki durant la dècada del 1970, però fou a partir del 1996 quan la marca japonesa va començar a guanyar campionats del món de motocròs, tots ells a mans de pilots occitans (Sébastien Tortelli, Mickaël Maschio i Christophe Pourcel). A banda, la marca japonesa ha aconseguit nombrosos títols al campionat AMA de motocròs.
També durant una curta etapa, Kawasaki va provar sort en la modalitat del trial, tot i que sense èxit. El 1972, la marca va fitxar l'anglès Don Smith amb l'encàrrec de desenvolupar una nova moto de trial de dos temps i 450 cc. Smith va treballar durant uns anys en diversos prototips, amb diferents cilindrades, de la verda KT fins que, el 1976, Kawasaki va decidir cancel·lar el projecte.

### Galeria de models

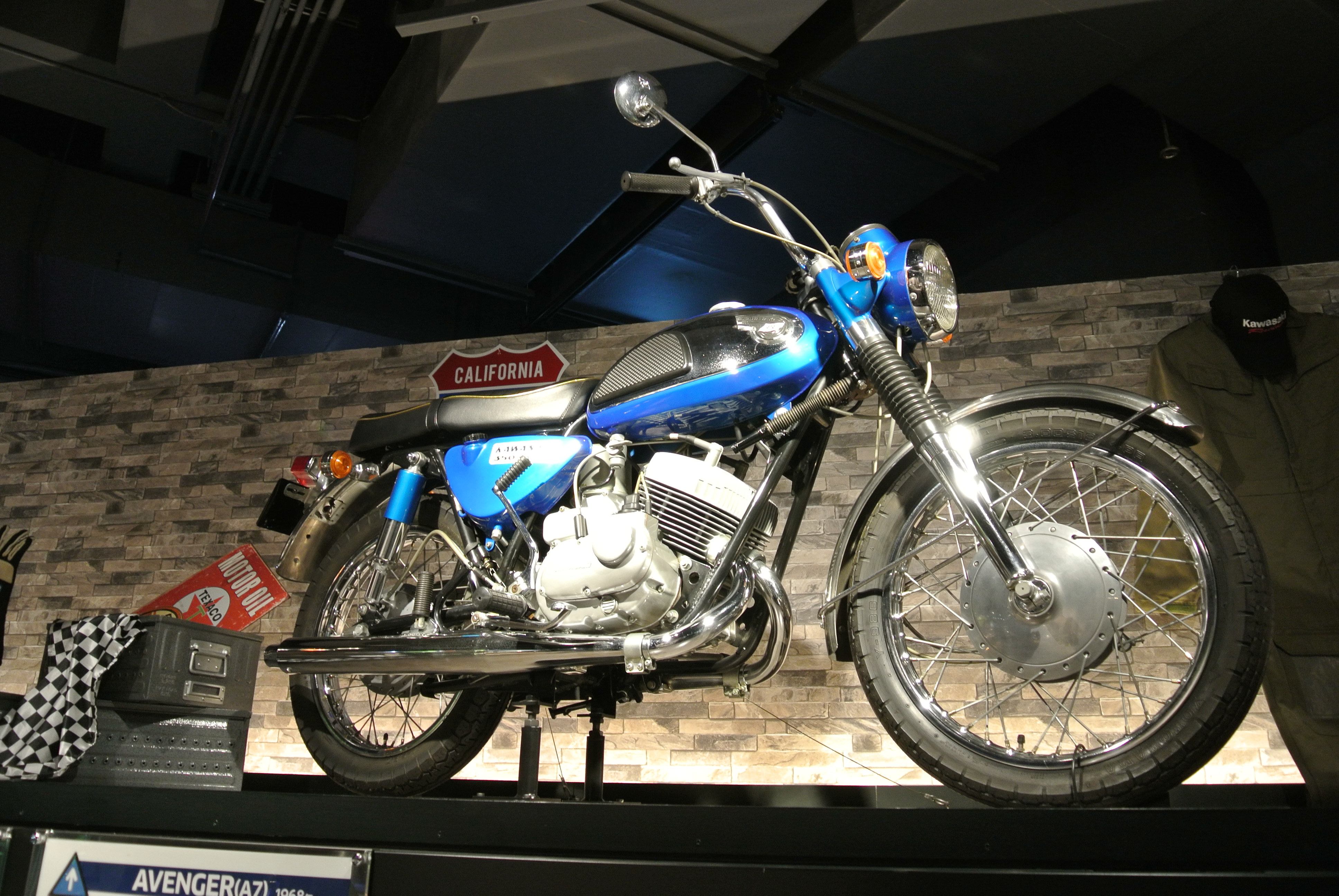
Kawasaki A7 Avenger (1968)
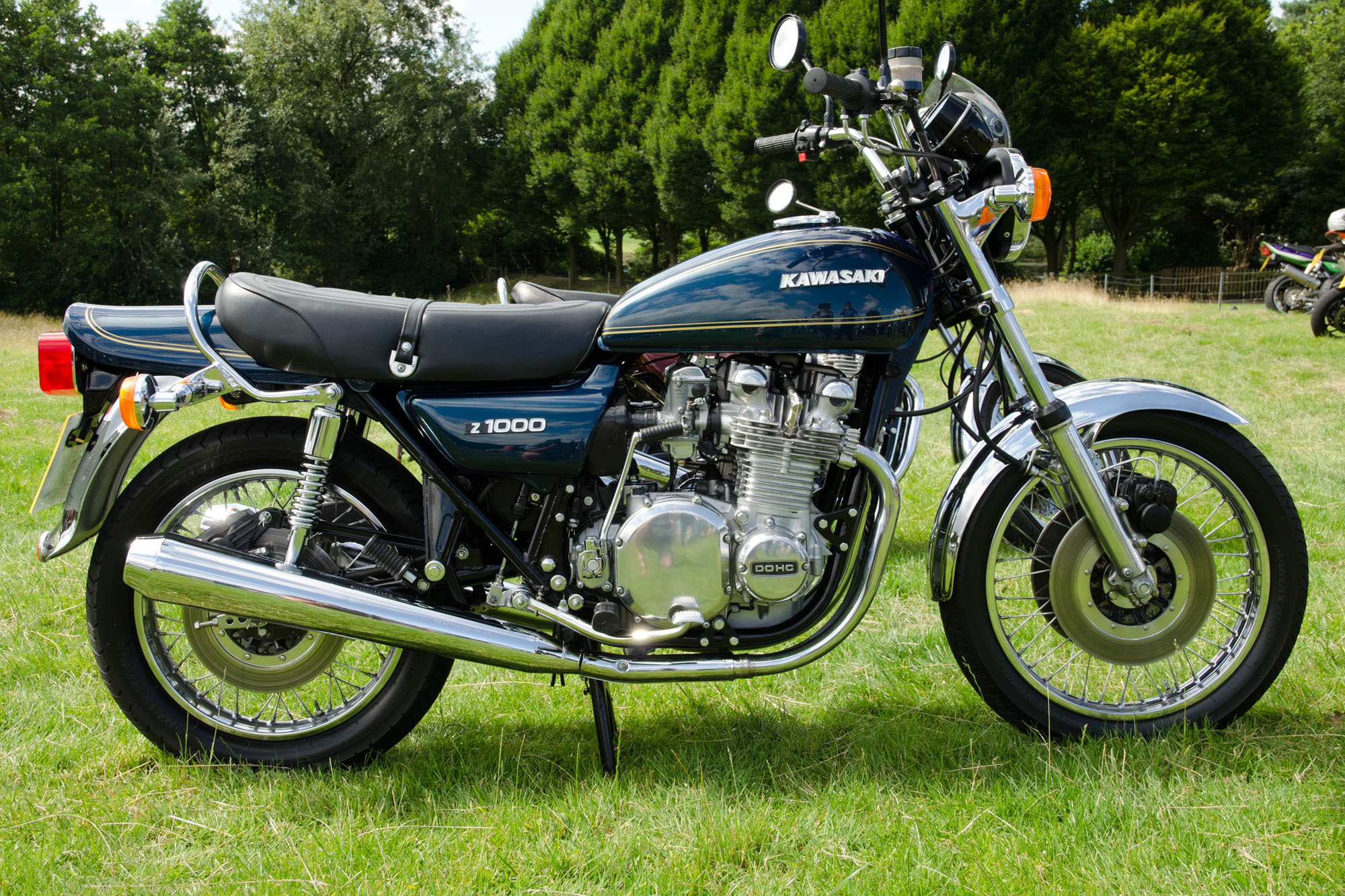
Kawasaki Z1000 (1977)
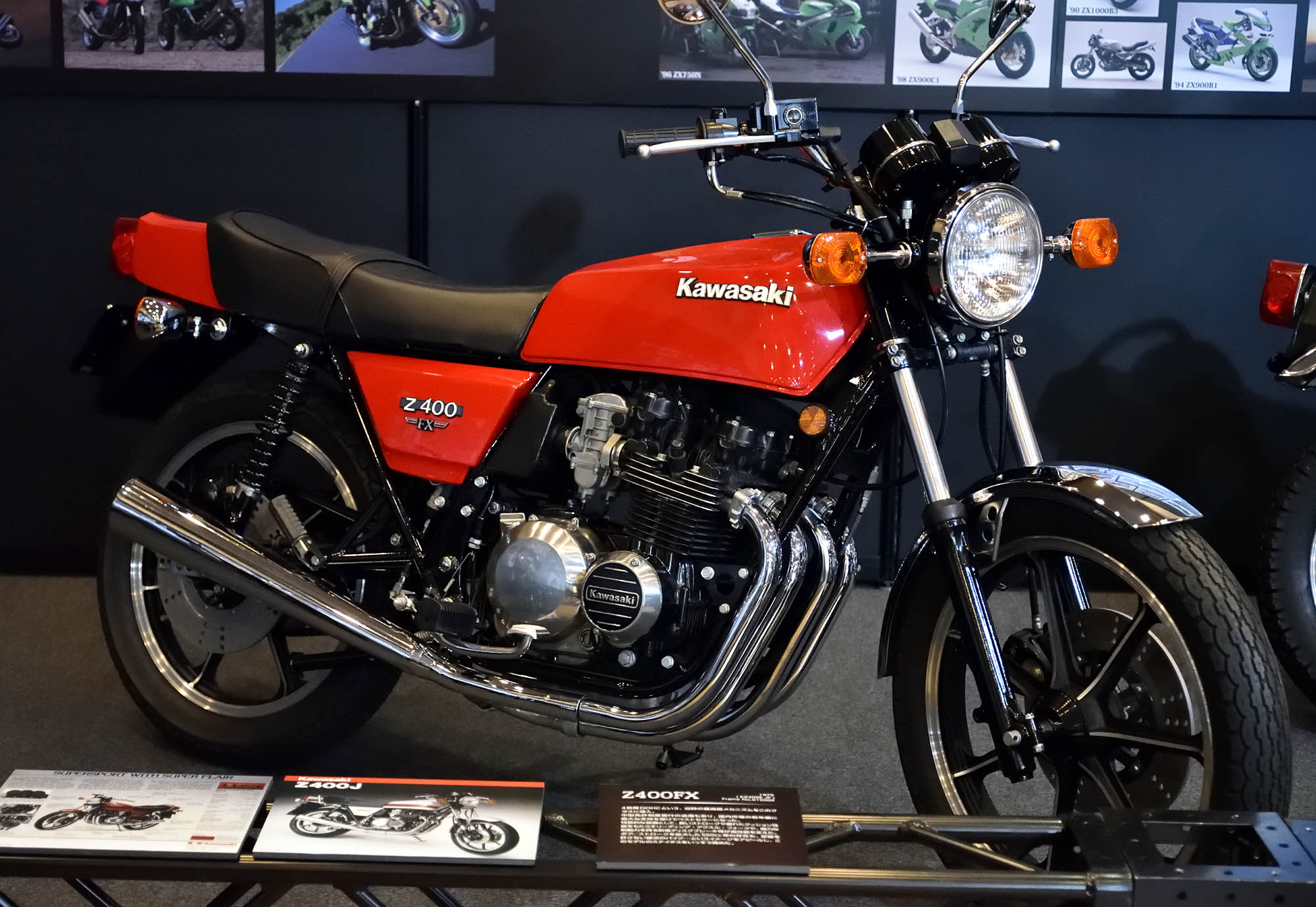
Kawasaki Z400FX (1979)
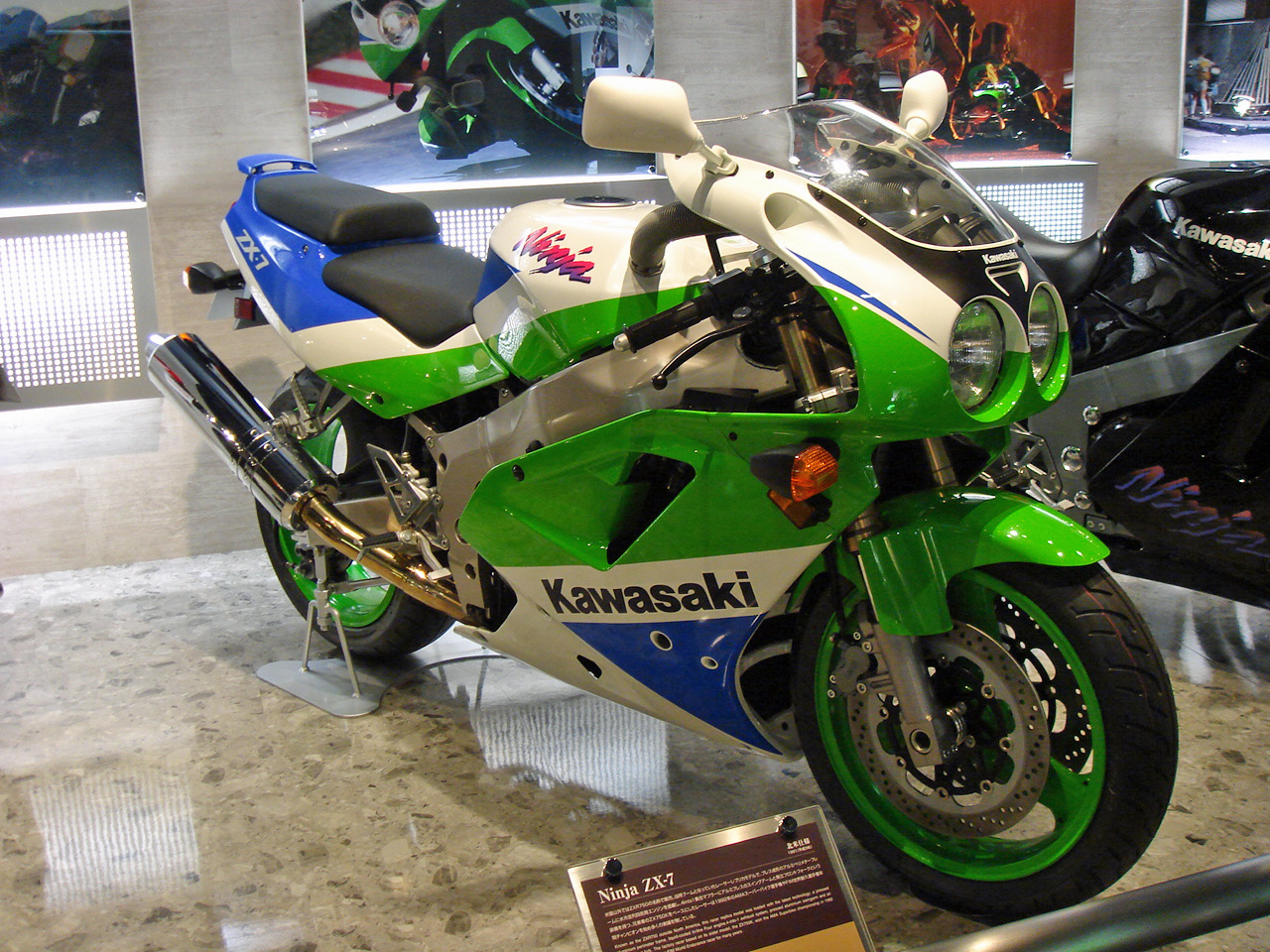
Kawasaki Ninja ZX-7 (1991)
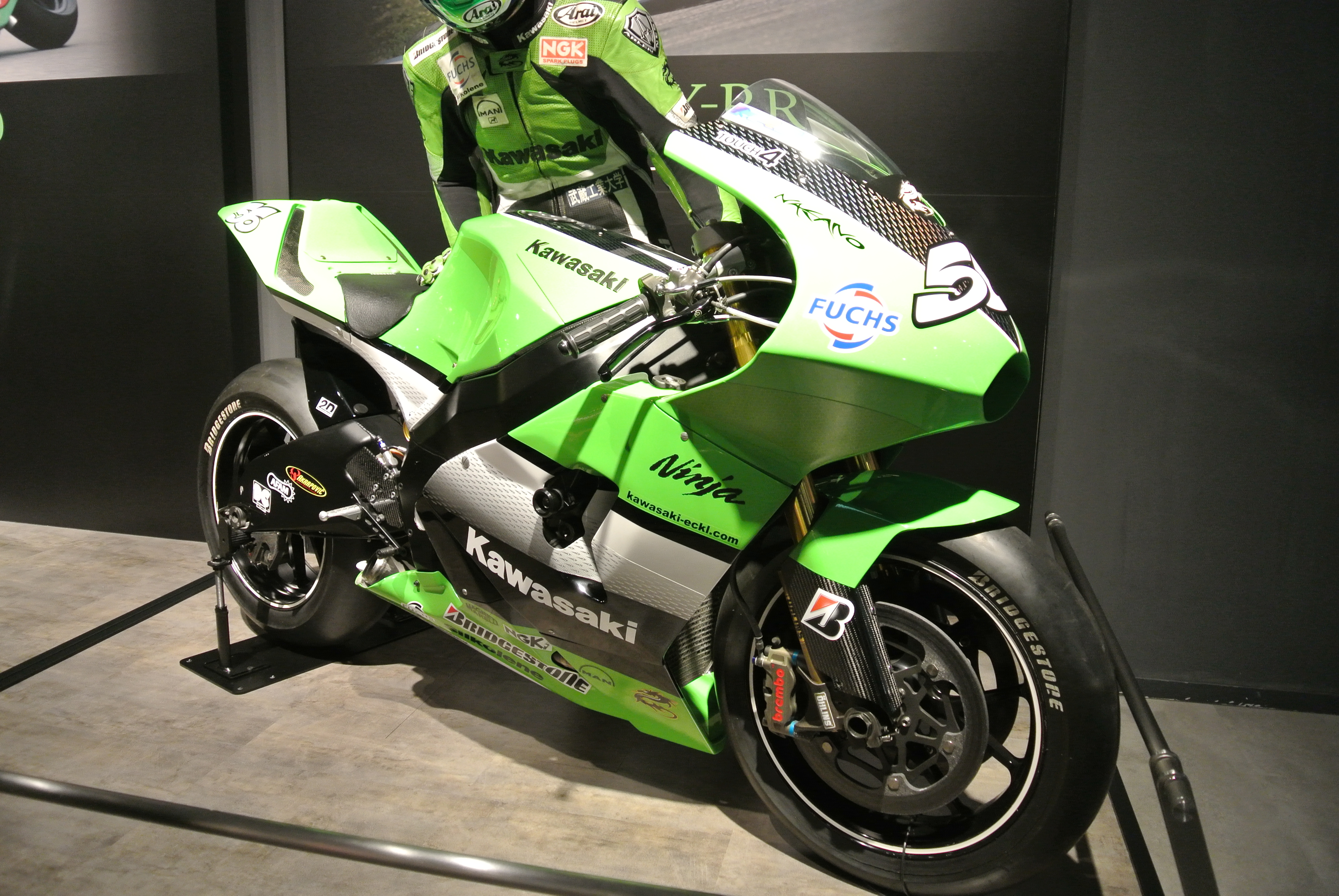
Kawasaki Ninja ZX-RR KGTW de MotoGP (2005)
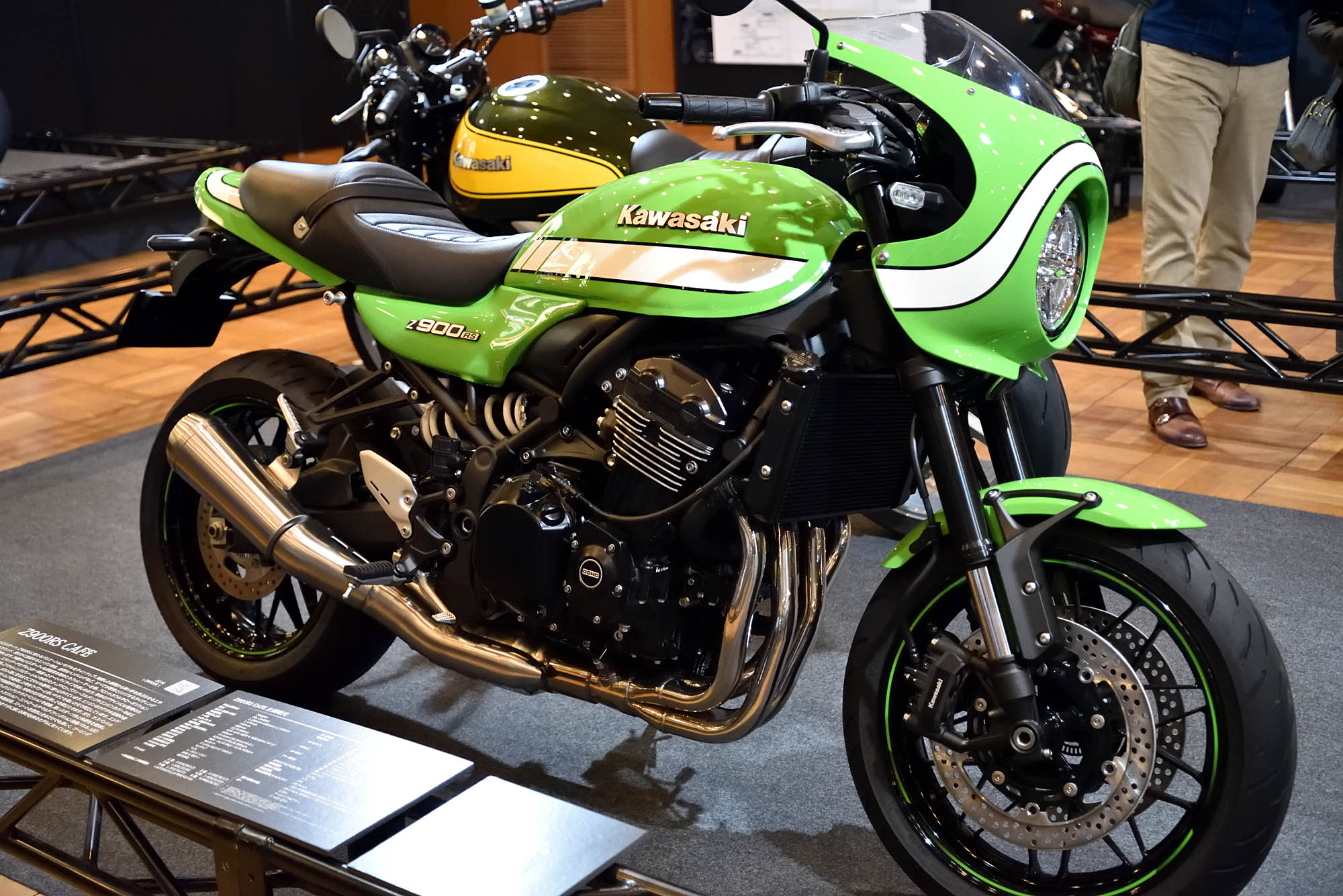
Kawasaki Z900RS Cafe (2018)

## Afiliades i subsidiàries

### Japó

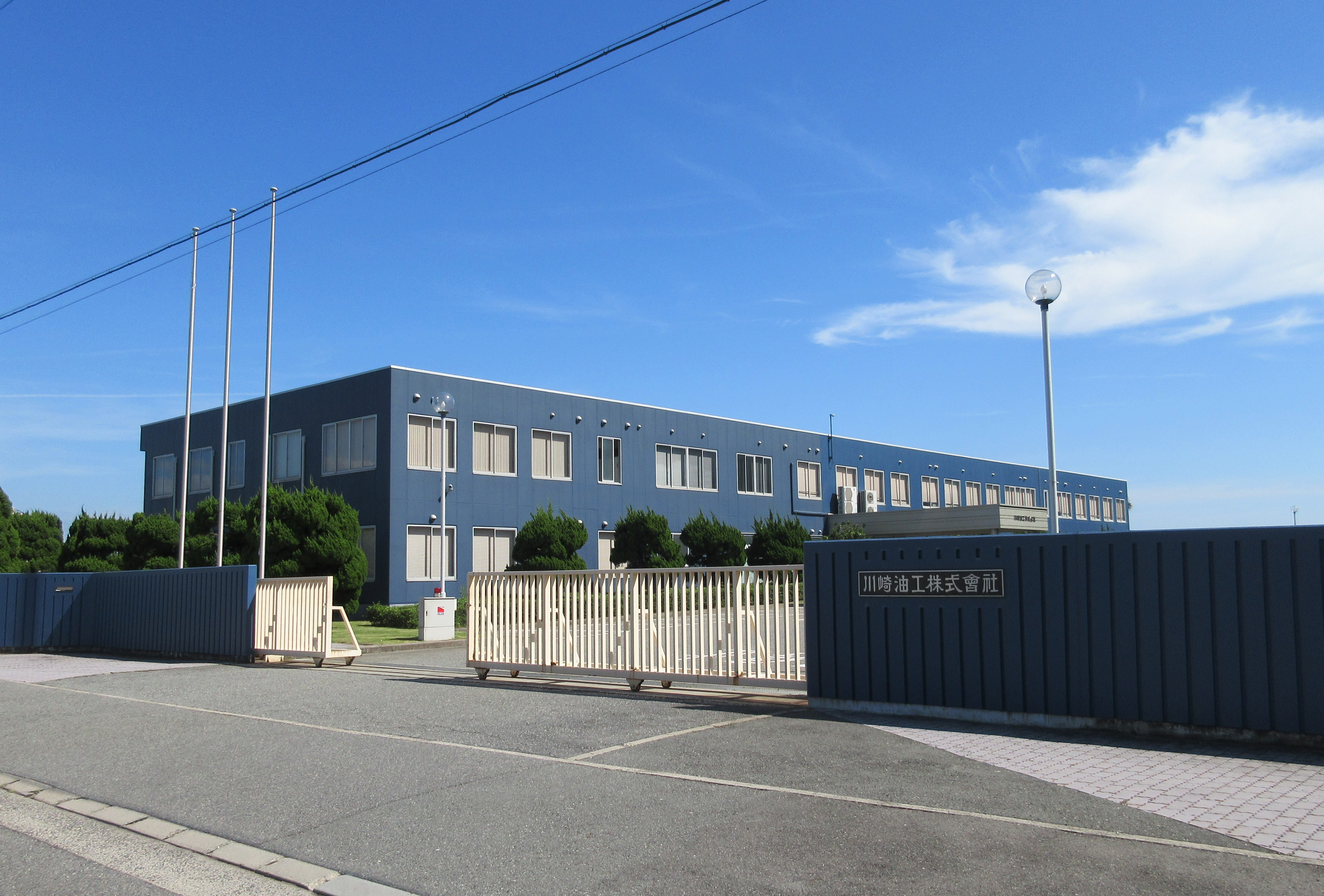
Oficines de la Kawasaki Hydromechanics Corporation, a Akashi

| - Akashi Ship Model Basin Co., Ltd. - Alna Yusoki-Yohin Co., Ltd. - Benic Solution Corp. - EarthTechnica Co., Ltd. - Enetec Co., Ltd. - Fukae Powtec Corp. - JP Steel Plantech Co. - Kawaju Akashi Service Co., Ltd. - Kawasaki Engineering Co., Ltd. - Kawasaki Oita Manufacturing Co., Ltd. - Kawasaki Metal Industries, Ltd. - Kawasaki Setsubi Kogyo Co., Ltd. - Kawasaki Shipbuilding Corporation - Kawasaki Plant Systems, Ltd. - Kawasaki Precision Machinery Ltd. - Kawasaki Machine Systems, Ltd. - Kawasaki Motors Corporation Japan | - Kawasaki Hydromechanics Corp. - Kawasaki Life Corporation - Kawasaki Naval Engine Service, Ltd. - Kawaju Akashi Engineering Co., Ltd. - KEE Environmental Construction, Co. Ltd. - KEE Environmental Service, Ltd. - Kawaju Gifu Service Co., Ltd. - Kawaju Gifu Engineering Co., Ltd. - Kawasaki Prime Mover Engineering Co., Ltd. - Kawasaki Construction Co., Ltd. - Kawasaki Rolling Stock Technology Co., Ltd. - Kawasaki Rolling Stock Component Co., Ltd. - Kawaju Shoji Co., Ltd. - Kawaju Techno Service Corp. - Kawaju Tokyo Service Corp. - Kawaju Facilitech Co., Ltd. - Kawasaki Thermal Engineering Co., Ltd. | - K Career Partners Corp. - K-GES Co., Ltd. - K-Tec Corp. - KGM (Kawaju Gifu Manufacturing) Co., Ltd. - Kawasaki Setsubi Kogyo Co., Ltd. - Kawasaki Construction Machinery, Hokkaido Ltd. - Kawaju Sakaide Service Co., Ltd. - Kawaju Kobe Support Co., Ltd. - Kawaju Marine Engineering Co., Ltd. - KHI JPS Co., Ltd. - Kawasaki Shipbuilding Inspection Co., Ltd. - Kawasaki Gas Turbine Research Center Ltd. - Nichijo Manufacturing Co., Ltd. - NIPPI Corporation - Sapporo Kawasaki Rolling Stock Engineering Co., Ltd. - Technica Corp. - Union Precision Die Co., Ltd. |

### Internacional

#### Nord-amèrica
- Canadian Kawasaki Motors Inc.
- Kawasaki Construction Machinery Corp. of America
- Kawasaki Heavy Industries (U.S.A.), Inc.
- Kawasaki Motors Corp., U.S.A.
- Kawasaki Motors Manufacturing Corp., U.S.A.
- Kawasaki Precision Machinery (U.S.A.), Inc.
- Kawasaki Rail Car, Inc.
- Kawasaki Robotics (U.S.A.), Inc.

#### Sud-amèrica
- Kawasaki do Brasil Industria e Comercio Ltda.
- Kawasaki Motores do Brasil Ltda.
- Autotecnica Colombiana S.A

#### Àsia
| - Kawasaki Marine Machinery Co. Ltd. (Wuhan) - Kawasaki Heavy Industries Ship Engineering Co. Ltd. (Nantong, Xina; COSCO) - Kawasaki Heavy Industries Machinery Trading Co. Ltd. (Shanghai, Xina) - Kawasaki Heavy Industries Technology Co. Ltd. (Dalian, Xina) - Kawasaki Precision Machinery (Xina) Ltd. - Kawasaki Robotics Co. Ltd. (Tianjin, Xina) - Kawasaki Heavy Industries Ltd. (Hong Kong) - Kawasaki Machine Systems Ltd. (Corea) | - Kawasaki Gas Turbine Asia Sdn. Bhd. (Malàisia) - Kawasaki Bajaj Motor Ltd. (Índia) - P.T. Kawasaki Motor (Indonèsia) - Kawasaki Heavy Industries Pte. Ltd. (Singapur) - Kawasaki Motors Enterprise Co. Ltd. (Tailàndia) - Kawasaki Heavy Industries Design & Technical Service Inc. (Makati, Filipines) - Kawasaki Motors Corporation (Filipines) |

#### Oceania
- Kawasaki Motors Pty. Ltd.

#### Europa
- Kawasaki
- Kawasaki Precision Machinery (U.K.) Limited
- Kawasaki Robotics (U.K.) Ltd.
- Kawasaki Robotics G.m.b.H.
- Kawasaki Gas Turbine Europe GmbH
- Kawasaki Motors Europe N.V.
- Kawasaki Heavy Industries Europe Finance B.V.
- Kawasaki Heavy Industries (Europe) B.V.